# Torneo Clausura 2007 (Chile)
El Campeonato Nacional de Clausura BancoEstado de Primera División de Fútbol Profesional, año 2007 fue el segundo y último torneo de la temporada 2007 de la primera división chilena de fútbol. El torneo comenzó el 21 de julio de 2007 y terminó el 23 de diciembre de dicho año. Su campeón fue Colo-Colo, transformándose en el primer club chileno, en obtener cuatro títulos locales consecutivos logrando el primer  TetraCampeonato. El subcampeón fue Universidad de Concepción, en un hecho inédito para este equipo, puesto que desde su creación en 1994 (siendo el equipo profesional más joven), nunca había llegado a una final de un torneo de cualquier división, siendo esta la primera. Los medios de prensa calificaban la final de este campeonato como "especial", puesto que como se mencionó, se enfrentaban el equipo "más antiguo y con más copas", con el equipo "más joven" del fútbol profesional chileno.
Se jugó en modalidad mexicana, es decir, se formaron cuatro grupos: tres grupos de cinco equipos y uno de seis; y se enfrentaron todos contra todos en cada grupo, en una Fase Clasificatoria. Los dos primeros de cada grupo accedieron a los play-offs o sistema de eliminación directa en donde los equipos jugaron en cuartos de final, semifinal y final (partidos de ida y vuelta).
Paralelo a los play-offs, se realizó la Liguilla de Promoción, donde el 18.° lugar de la tabla general de la Temporada 2007 jugara contra el tercer y cuarto lugar del torneo anual de la segunda división. El equipo ganador de ese triangular (Santiago Morning) se quedó en la temporada 2008 en la Primera división.
El Torneo Clausura 2007 entregó dos cupos para la Copa Libertadores 2008: Universidad Católica, como el subcampeón con mejor puntaje en la tabla acumulada, clasificando a la fase grupal de la Copa Libertadores 2008 como Chile 2, y Audax Italiano como el equipo que ganó la fase clasificatoria del campeonato (puntaje acumulado antes de la fase de play-offs), clasificando como Chile 3.
Su transmisión en vivo fue a través del canal CDF Premium (CDF Básico emitió partidos en diferido) y de TV Chile (3 partidos por fecha, dos en vivo) y de radios como Agricultura, Cooperativa, W y Biobío. Los goles fueron estrenados en televisión abierta, en el programa Pasión de Primera de Mega, para ser luego liberados a la medianoche del lunes siguiente, para que lo emitan los otros canales de televisión abierta chilena.

## Equipos por región
| Región               | N.º | Equipos |
| -------------------- | --- | --- |
| Región Metropolitana | 7   | Audax Italiano, Colo-Colo, Deportes Melipilla, Palestino, Unión Española, Universidad Católica y Universidad de Chile |
| Biobío               | 5   | Deportes Concepción, Huachipato, Lota Schwager, Ñublense y Universidad de Concepción                                  |
| Antofagasta          | 2   | Cobreloa y Deportes Antofagasta                                                                                       |
| Coquimbo             | 2   | Coquimbo Unido y Deportes La Serena                                                                                   |
| Valparaíso           | 2   | Everton y Santiago Wanderers                                                                                          |
| Atacama              | 1   | Cobresal |
| O'Higgins            | 1   | O'Higgins |
| Los Lagos            | 1   | Deportes Puerto Montt                                                                                                 |

|
| Audax Italiano Universidad de Chile Colo-Colo Universidad Católica Unión Española Palestino |

|}

## Datos de los clubes
Fecha de actualización: 29 de octubre de 2007
| Equipo                    | Entrenador            | Estadio                    | Capacidad | Marca    | Patrocinador |
| ------------------------- | --------------------- | -------------------------- | --------- | -------- | ------------ |
| Audax Italiano            | Raúl Toro             | Municipal de La Florida    | 8.500     | Diadora  | UDLA         |
| Cobreloa                  | Gustavo Huerta        | Municipal de Calama        | 20.180    | Kelme    | Líder Presto |
| Cobresal                  | José Cantillana       | El Cobre                   | 20.752    | Lotto    | Cristal      |
| Colo-Colo                 | Claudio Borghi        | Monumental                 | 62.500    | Umbro    | Cristal      |
| Coquimbo Unido            | Andrija Perčić        | Francisco Sánchez Rumoroso | 15.000    | Brooks   | Cristal      |
| Deportes Antofagasta      | Fernando Díaz         | Regional de Antofagasta    | 26.339    | Training | Escondida    |
| Deportes Concepción       | Jorge Rodríguez       | Municipal de Collao        | 35.000    | Lotto    | Cristal      |
| Deportes La Serena        | Víctor Hugo Castañeda | La Portada                 | 18.500    | Training | Deca         |
| Deportes Melipilla        | Ronald Fuentes        | Roberto Bravo Santibáñez   | 6.500     | Lotto    | Ariztía      |
| Deportes Puerto Montt     | Jorge Luis Siviero    | Chinquihue                 | 13.000    | Training | Salmón Chile |
| Everton                   | Nelson Acosta         | Sausalito                  | 25.000    | Brooks   | Cristal      |
| Huachipato                | Antonio Zaracho       | Las Higueras               | 10.000    | Diadora  | Acero CAP    |
| Lota Schwager             | Leonardo Vinés        | Federico Schwager          | 4.000     | Training | FoodCorp     |
| Ñublense                  | Luis Marcoleta        | Municipal Nelson Oyarzún   | 17.500    | Kelme    | Danone       |
| O'Higgins                 | Jorge Garcés          | El Teniente                | 15.000    | Lotto    | PF           |
| Palestino                 | Luis Musrri           | Municipal de La Cisterna   | 12.000    | Training |              |
| Santiago Wanderers        | Héctor Robles         | Regional de Valparaíso     | 18.500    | Training |              |
| Unión Española            | Marcelo Espina        | Santa Laura                | 25.000    | Diadora  | Cristal      |
| Universidad Católica      | Fernando Carvallo     | San Carlos de Apoquindo    | 20.000    | Nike     | Cristal      |
| Universidad de Chile      | Arturo Salah          | Nacional                   | 65.000    | Adidas   | Cristal      |
| Universidad de Concepción | Marcelo Barticciotto  | Municipal de Concepción    | 35.000    | Lotto    | Sparta       |

Nota: Los técnicos debutantes en este torneo están en cursiva.

#### Cambios de entrenadores
Los entrenadores interinos aparecen en cursiva.
| Equipo               | Entrenador               | Fechas        |
| -------------------- | ------------------------ | ------------- |
| Coquimbo Unido       | Oscar Malbernat          | 1 - 4         |
| Coquimbo Unido       | Dagoberto Olivares       | 5 - 6         |
| Coquimbo Unido       | Andrija Perčić           | 7 - Presente  |
| Deportes Concepción  | Fernando Cavalleri       | 1 - 17        |
| Deportes Concepción  | Jorge Rodríguez          | 18 - Presente |
| Everton              | Jorge García             | 1 - 9         |
| Everton              | Nelson Acosta            | 10 - Presente |
| Lota Schwager        | Víctor Merello           | 1 - 6         |
| Lota Schwager        | Héctor Jara              | 7 - 15        |
| Lota Schwager        | Leonardo Vinés           | 16 - Presente |
| Santiago Wanderers   | Yuri Fernández           | 1 - 16        |
| Santiago Wanderers   | Héctor Robles            | 17 - Presente |
| Universidad Católica | José Guillermo del Solar | 1             |
| Universidad Católica | Jorge Contreras          | 2             |
| Universidad Católica | Fernando Carvallo        | 3 - Presente  |

## Fase Clasificatoria

### Desarrollo
La fase regular del torneo fue ganada por Audax Italiano, equipo que apenas perdió un partido en todo el torneo (frente a Deportes Concepción en Collao). De esta forma, el equipo itálico logró su clasificación a la ronda preliminar de la Copa Santander Libertadores 2008, como Chile 3, superando a su más cercano perseguidor, la Universidad de Chile, por dos puntos. Los azules también perdieron un solo partido en el campeonato: frente a su clásico rival la Universidad Católica en el Estadio Nacional.

### Clasificación por grupos

#### Grupo A
| Pos | Equipo             | Pts | PJ | G  | E | P  | GF | GC | DIF |
| --- | ------------------ | --- | -- | -- | - | -- | -- | -- | --- |
| 1   | Colo-Colo          | 39  | 20 | 11 | 6 | 3  | 40 | 21 | 19  |
| 2   | Cobresal           | 32  | 20 | 8  | 8 | 4  | 31 | 23 | 8   |
| 3   | Palestino          | 26  | 20 | 7  | 5 | 8  | 27 | 23 | +4  |
| 4   | Deportes La Serena | 22  | 20 | 6  | 4 | 10 | 25 | 33 | -8  |
| 5   | Santiago Wanderers | 17  | 20 | 4  | 5 | 11 | 15 | 43 | -28 |

#### Grupo B
| Pos | Equipo                    | Pts | PJ | G  | E | P  | GF | GC | DIF |
| --- | ------------------------- | --- | -- | -- | - | -- | -- | -- | --- |
| 1   | Universidad de Concepción | 35  | 20 | 9  | 8 | 3  | 30 | 19 | 11  |
| 2   | Universidad Católica      | 34  | 20 | 10 | 4 | 6  | 33 | 21 | 12  |
| 3   | Deportes Melipilla        | 27  | 20 | 7  | 6 | 7  | 32 | 34 | -2  |
| 4   | Deportes Concepción       | 25  | 20 | 7  | 4 | 9  | 32 | 41 | -9  |
| 5   | Unión Española            | 17  | 20 | 4  | 5 | 11 | 26 | 36 | -10 |

#### Grupo C
| Pos | Equipo                | Pts | PJ | G  | E | P  | GF | GC | DIF |
| --- | --------------------- | --- | -- | -- | - | -- | -- | -- | --- |
| 1   | Audax Italiano        | 47  | 20 | 14 | 5 | 1  | 47 | 20 | 27  |
| 2   | Universidad de Chile  | 45  | 20 | 13 | 6 | 1  | 42 | 21 | 21  |
| 3   | Cobreloa              | 31  | 20 | 8  | 7 | 5  | 35 | 29 | 6   |
| 4   | Deportes Puerto Montt | 21  | 20 | 5  | 6 | 9  | 18 | 22 | -4  |
| 5   | Everton               | 13  | 20 | 3  | 4 | 13 | 20 | 36 | -16 |

#### Grupo D
| Pos | Equipo               | Pts | PJ | G | E | P  | GF | GC | DIF |
| --- | -------------------- | --- | -- | - | - | -- | -- | -- | --- |
| 1   | O'Higgins            | 34  | 20 | 9 | 7 | 4  | 28 | 23 | 5   |
| 2   | Ñublense             | 26  | 20 | 7 | 5 | 8  | 32 | 38 | -6  |
| 3   | Huachipato           | 25  | 20 | 7 | 4 | 9  | 30 | 36 | -6  |
| 4   | Deportes Antofagasta | 25  | 20 | 6 | 7 | 7  | 22 | 21 | 1   |
| 5   | Lota Schwager        | 19  | 20 | 4 | 7 | 9  | 22 | 28 | -6  |
| 6   | Coquimbo Unido       | 13  | 20 | 4 | 1 | 15 | 18 | 37 | -19 |

 Pts=Puntos; PJ=Partidos jugados; G=Partidos ganados; E=Partidos empatados; P=Partidos perdidos; GF=Goles a favor; GC=Goles en contra; DIF=Diferencia de gol
|  | Clasificado a cuartos de final |
|  | Clasificado a repechaje        |

### Tabla general
| Pos | Equipo                    | Pts | PJ | G  | E | P  | GF | GC | DIF |
| --- | ------------------------- | --- | -- | -- | - | -- | -- | -- | --- |
| 1   | Audax Italiano            | 47  | 20 | 14 | 5 | 1  | 47 | 20 | 27  |
| 2   | Universidad de Chile      | 45  | 20 | 13 | 6 | 1  | 42 | 21 | 21  |
| 3   | Colo-Colo                 | 39  | 20 | 11 | 6 | 3  | 40 | 21 | 19  |
| 4   | Universidad de Concepción | 35  | 20 | 9  | 8 | 3  | 30 | 19 | 11  |
| 5   | Universidad Católica      | 34  | 20 | 10 | 4 | 6  | 33 | 21 | 12  |
| 6   | O'Higgins                 | 34  | 20 | 9  | 7 | 4  | 28 | 23 | 5   |
| 7   | Cobresal                  | 32  | 20 | 8  | 8 | 4  | 31 | 23 | 8   |
| 8   | Cobreloa                  | 31  | 20 | 8  | 7 | 5  | 35 | 29 | 6   |
| 9   | Deportes Melipilla        | 27  | 20 | 7  | 6 | 7  | 32 | 34 | -2  |
| 10  | Palestino                 | 26  | 20 | 7  | 5 | 8  | 27 | 23 | 4   |
| 11  | Ñublense                  | 26  | 20 | 7  | 5 | 8  | 32 | 38 | -6  |
| 12  | Deportes Antofagasta      | 25  | 20 | 6  | 7 | 7  | 22 | 21 | 1   |
| 13  | Huachipato                | 25  | 20 | 7  | 4 | 9  | 30 | 36 | -6  |
| 14  | Deportes Concepción       | 25  | 20 | 7  | 4 | 9  | 32 | 41 | -9  |
| 15  | Deportes La Serena        | 22  | 20 | 6  | 4 | 10 | 25 | 33 | -8  |
| 16  | Deportes Puerto Montt     | 21  | 20 | 5  | 6 | 9  | 18 | 22 | -4  |
| 17  | Lota Schwager             | 19  | 20 | 4  | 7 | 9  | 22 | 28 | -6  |
| 18  | Unión Española            | 17  | 20 | 4  | 5 | 11 | 26 | 36 | -10 |
| 19  | Santiago Wanderers        | 17  | 20 | 4  | 5 | 11 | 15 | 43 | -28 |
| 20  | Everton                   | 13  | 20 | 3  | 4 | 13 | 20 | 36 | -16 |
| 21  | Coquimbo Unido            | 13  | 20 | 4  | 1 | 15 | 18 | 37 | -19 |

|  | Clasificado a cuartos de final y a la fase previa de la Copa Libertadores 2008 como Chile 3. |
|  | Clasificado a cuartos de final.                                                              |
|  | Clasificado a repechaje.                                                                     |

### Tabla acumulada
| Pos | Equipo                    | Pts | PJ | G  | E  | P  | GF | GC | DIF |
| --- | ------------------------- | --- | -- | -- | -- | -- | -- | -- | --- |
| 1   | Audax Italiano            | 91  | 40 | 27 | 10 | 3  | 86 | 40 | 46  |
| 2   | Colo-Colo                 | 86  | 40 | 25 | 11 | 4  | 87 | 37 | 50  |
| 3   | Universidad Católica      | 80  | 40 | 24 | 8  | 8  | 69 | 35 | 34  |
| 4   | Universidad de Chile      | 70  | 40 | 19 | 13 | 8  | 62 | 42 | 20  |
| 5   | Cobreloa                  | 66  | 40 | 18 | 12 | 10 | 79 | 52 | 27  |
| 6   | Huachipato                | 65  | 40 | 19 | 8  | 13 | 65 | 57 | 8   |
| 7   | Cobresal                  | 64  | 40 | 17 | 13 | 10 | 62 | 44 | 18  |
| 8   | O'Higgins                 | 61  | 40 | 17 | 10 | 13 | 58 | 61 | -3  |
| 9   | Ñublense                  | 58  | 40 | 15 | 13 | 12 | 63 | 69 | -6  |
| 10  | Deportes Melipilla        | 55  | 40 | 15 | 10 | 15 | 67 | 68 | -1  |
| 11  | Universidad de Concepción | 52  | 40 | 13 | 13 | 14 | 55 | 52 | 3   |
| 12  | Palestino                 | 49  | 40 | 12 | 13 | 15 | 54 | 53 | 1   |
| 13  | Deportes La Serena        | 48  | 40 | 13 | 9  | 18 | 56 | 63 | -7  |
| 14  | Deportes Concepción       | 48  | 40 | 13 | 9  | 18 | 50 | 75 | -25 |
| 15  | Deportes Antofagasta      | 47  | 40 | 11 | 14 | 15 | 46 | 55 | -9  |
| 16  | Unión Española            | 45  | 40 | 12 | 9  | 19 | 55 | 61 | -6  |
| 17  | Everton                   | 39  | 40 | 9  | 12 | 19 | 44 | 63 | -19 |
| 18  | Deportes Puerto Montt     | 35  | 40 | 9  | 8  | 23 | 37 | 62 | -25 |
| 19  | Lota Schwager             | 31  | 40 | 6  | 13 | 21 | 50 | 80 | -30 |
| 20  | Santiago Wanderers        | 30  | 40 | 8  | 9  | 23 | 39 | 76 | -37 |
| 21  | Coquimbo Unido            | 27  | 40 | 8  | 3  | 29 | 36 | 77 | -41 |

 Pts=Puntos; PJ=Partidos jugados; G=Partidos ganados; E=Partidos empatados; P=Partidos perdidos; GF=Goles a favor; GC=Goles en contra; DIF=Diferencia de gol.
En caso de empate en puntaje, se resuelve mediante: cantidad de partidos ganados, diferencia de goles, cantidad de goles marcados, cantidad de goles marcados como visita, puntaje entre los equipos involucrados, sorteo.
|  | Clasifica a Copa Libertadores 2008                    |
|  | Clasifica a Copa Libertadores 2008 (Ronda preliminar) |
|  | Pasa a Liguilla de Promoción                          |
|  | Desciende a Primera B 2008                            |

## Resultados
|                            | Palestino                 | 2 - 2 | Lota Schwager         |  | Municipal de La Cisterna | 21 de julio | 15:30 |     |
|                            | Ñublense                  | 2 - 1 | Deportes Puerto Montt |  | Municipal Nelson Oyarzún | 21 de julio | 15:30 |     |
|                            | Universidad de Concepción | 1 - 1 | Universidad de Chile  |  | Municipal de Concepción  | 21 de julio | 15:30 | CDF |
|                            | O'Higgins                 | 2 - 0 | Everton               |  | El Teniente              | 21 de julio | 18:00 |     |
|                            | Deportes La Serena        | 2 - 1 | Unión Española        |  | La Portada               | 21 de julio | 20:00 |     |
|                            | Huachipato                | 2 - 1 | Coquimbo Unido        |  | Las Higueras             | 22 de julio | 15:00 |     |
|                            | Deportes Antofagasta      | 2 - 0 | Cobreloa              |  | Regional de Antofagasta  | 22 de julio | 15:30 |     |
|                            | Santiago Wanderers        | 1 - 0 | Universidad Católica  |  | Regional Chiledeportes   | 22 de julio | 16:00 | CDF |
|                            | Audax Italiano            | 2 - 1 | Cobresal              |  | Municipal de La Florida  | 22 de julio | 18:30 | CDF |
|                            | Colo-Colo                 | 4 - 1 | Deportes Melipilla    |  | Monumental               | 24 de julio | 19:30 | CDF |
| Libre: Deportes Concepción |                           |       |                       |  |                          |             |       |     |

|                 | Lota Schwager         | 1 - 2 | Audax Italiano            |  | Federico Schwager          | 28 de julio     | 15:30 |     |
|                 | Universidad de Chile  | 2 - 0 | Deportes Antofagasta      |  | Nacional                   | 28 de julio     | 15:30 | CDF |
|                 | Universidad Católica  | 3 - 1 | Deportes La Serena        |  | San Carlos de Apoquindo    | 28 de julio     | 18:00 | CDF |
|                 | Coquimbo Unido        | 0 - 1 | Universidad de Concepción |  | Francisco Sánchez Rumoroso | 28 de julio     | 18:00 |     |
|                 | Everton               | 0 - 0 | Unión Española            |  | Sausalito                  | 29 de julio     | 12:00 | CDF |
|                 | Deportes Puerto Montt | 2 - 1 | Palestino                 |  | Regional de Chinquihue     | 29 de julio     | 12:00 |     |
|                 | Deportes Concepción   | 0 - 3 | Colo-Colo                 |  | Municipal de Collao        | 29 de julio     | 15:30 | CDF |
|                 | Santiago Wanderers    | 2 - 3 | O'Higgins                 |  | Regional Chiledeportes     | 29 de julio     | 15:30 |     |
|                 | Deportes Melipilla    | 2 - 0 | Ñublense                  |  | Roberto Bravo Santibáñez   | 29 de julio     | 15:30 |     |
|                 | Cobresal              | 2 - 1 | Huachipato                |  | El Cobre                   | 8 de septiembre | 16:00 |     |
| Libre: Cobreloa |                       |       |                           |  |                            |                 |       |     |

|                              | Huachipato                | 3 - 0 | Cobreloa             |  | Las Higueras             | 4 de agosto | 15:00 | CDF |
|                              | Unión Española            | 1 - 2 | Deportes Melipilla   |  | Santa Laura              | 4 de agosto | 16:00 |     |
|                              | Audax Italiano            | 1 - 1 | Universidad de Chile |  | Nacional                 | 4 de agosto | 18:00 | CDF |
|                              | O'Higgins                 | 1 - 1 | Cobresal             |  | El Teniente              | 4 de agosto | 18:00 |     |
|                              | Universidad de Concepción | 1 - 1 | Everton              |  | Municipal de Concepción  | 4 de agosto | 18:00 |     |
|                              | Deportes La Serena        | 2 - 1 | Deportes Concepción  |  | La Portada               | 4 de agosto | 20:00 |     |
|                              | Deportes Antofagasta      | 5 - 0 | Santiago Wanderers   |  | Regional de Antofagasta  | 5 de agosto | 15:30 |     |
|                              | Ñublense                  | 3 - 2 | Lota Schwager        |  | Municipal Nelson Oyarzún | 5 de agosto | 15:30 |     |
|                              | Colo-Colo                 | 2 - 1 | Coquimbo Unido       |  | Monumental               | 5 de agosto | 15:30 | CDF |
|                              | Palestino                 | 1 - 1 | Universidad Católica |  | Nacional                 | 5 de agosto | 18:00 | CDF |
| Libre: Deportes Puerto Montt |                           |       |                      |  |                          |             |       |     |

|                                  | Lota Schwager        | 0 - 1 | Universidad Católica  |  | Municipal de Concepción    | 11 de agosto | 16:00 | CDF |
|                                  | Unión Española       | 1 - 2 | O'Higgins             |  | Santa Laura                | 11 de agosto | 17:00 |     |
|                                  | Coquimbo Unido       | 2 - 3 | Palestino             |  | Francisco Sánchez Rumoroso | 11 de agosto | 18:00 |     |
|                                  | Santiago Wanderers   | 0 - 0 | Deportes Concepción   |  | Regional Chiledeportes     | 11 de agosto | 18:00 |     |
|                                  | Universidad de Chile | 1 - 0 | Deportes Puerto Montt |  | Nacional                   | 11 de agosto | 18:30 | CDF |
|                                  | Ñublense             | 2 - 1 | Huachipato            |  | Municipal Nelson Oyarzún   | 12 de agosto | 12:00 | CDF |
|                                  | Everton              | 1 - 2 | Audax Italiano        |  | Sausalito                  | 12 de agosto | 12:00 |     |
|                                  | Deportes Melipilla   | 1 - 1 | Deportes Antofagasta  |  | Roberto Bravo Santibáñez   | 12 de agosto | 12:00 |     |
|                                  | Cobreloa             | 2 - 0 | Deportes La Serena    |  | Municipal de Calama        | 12 de agosto | 16:00 |     |
|                                  | Cobresal             | 2 - 1 | Colo-Colo             |  | El Cobre                   | 12 de agosto | 16:00 | CDF |
| Libre: Universidad de Concepción |                      |       |                       |  |                            |              |       |     |

|                      | Universidad Católica  | 3 - 1 | Everton                   |  | San Carlos de Apoquindo  | 15 de agosto    | 12:00 | CDF |
|                      | Palestino             | 1 - 1 | Ñublense                  |  | Municipal de La Cisterna | 15 de agosto    | 15:30 |     |
|                      | Deportes Puerto Montt | 0 - 0 | Santiago Wanderers        |  | Regional de Chinquihue   | 15 de agosto    | 15:30 |     |
|                      | Deportes Antofagasta  | 0 - 1 | Coquimbo Unido            |  | Regional de Antofagasta  | 15 de agosto    | 15:30 |     |
|                      | Colo-Colo             | 2 - 2 | Universidad de Concepción |  | Monumental               | 15 de agosto    | 15:30 | CDF |
|                      | Cobresal              | 2 - 0 | Deportes Melipilla        |  | El Cobre                 | 15 de agosto    | 16:30 |     |
|                      | Deportes Concepción   | 4 - 3 | Huachipato                |  | Municipal de Collao      | 15 de agosto    | 17:30 |     |
|                      | Deportes La Serena    | 1 - 1 | Universidad de Chile      |  | La Portada               | 15 de agosto    | 18:00 | CDF |
|                      | Audax Italiano        | 2 - 0 | Unión Española            |  | Municipal de La Florida  | 16 de agosto    | 20:00 | CDF |
|                      | O'Higgins             | 2 - 2 | Cobreloa                  |  | El Teniente              | 8 de septiembre | 18:30 |     |
| Libre: Lota Schwager |                       |       |                           |  |                          |                 |       |     |

|                       | Universidad Católica      | 3 - 0 | Ñublense              |  | San Carlos de Apoquindo    | 18 de agosto | 15:30 | CDF |
|                       | Universidad de Chile      | 5 - 2 | Deportes Concepción   |  | Nacional                   | 18 de agosto | 18:00 | CDF |
|                       | O'Higgins                 | 1 - 0 | Deportes La Serena    |  | El Teniente                | 18 de agosto | 18:00 |     |
|                       | Universidad de Concepción | 2 - 0 | Deportes Puerto Montt |  | Municipal de Concepción    | 18 de agosto | 18:00 |     |
|                       | Everton                   | 0 - 1 | Deportes Antofagasta  |  | Sausalito                  | 19 de agosto | 12:00 |     |
|                       | Deportes Melipilla        | 0 - 0 | Lota Schwager         |  | Roberto Bravo Santibáñez   | 19 de agosto | 12:00 |     |
|                       | Huachipato                | 2 - 1 | Palestino             |  | Las Higueras               | 19 de agosto | 15:30 |     |
|                       | Coquimbo Unido            | 0 - 3 | Santiago Wanderers    |  | Francisco Sánchez Rumoroso | 19 de agosto | 16:00 |     |
|                       | Cobreloa                  | 2 - 2 | Cobresal              |  | Municipal de Calama        | 19 de agosto | 16:00 | CDF |
|                       | Unión Española            | 2 - 2 | Colo-Colo             |  | Nacional                   | 19 de agosto | 18:30 | CDF |
| Libre: Audax Italiano |                           |       |                       |  |                            |              |       |     |

|                           | Audax Italiano        | 2 - 1 | Coquimbo Unido            |  | Municipal de La Florida  | 24 de agosto | 20:00 |     |
|                           | Palestino             | 0 - 1 | Universidad de Concepción |  | Municipal de La Cisterna | 25 de agosto | 15:30 |     |
|                           | Deportes Antofagasta  | 1 - 1 | Colo-Colo                 |  | Regional de Antofagasta  | 25 de agosto | 15:30 | CDF |
|                           | Santiago Wanderers    | 0 - 1 | Huachipato                |  | Regional Chiledeportes   | 25 de agosto | 18:00 | CDF |
|                           | Deportes Concepción   | 3 - 1 | Deportes Melipilla        |  | Municipal de Collao      | 25 de agosto | 18:00 |     |
|                           | Deportes Puerto Montt | 0 - 1 | Cobreloa                  |  | Regional de Chinquihue   | 26 de agosto | 12:00 |     |
|                           | Ñublense              | 1 - 1 | Everton                   |  | Municipal Nelson Oyarzún | 26 de agosto | 15:30 |     |
|                           | Lota Schwager         | 1 - 1 | O'Higgins                 |  | Federico Schwager        | 26 de agosto | 15:30 |     |
|                           | Universidad de Chile  | 1 - 2 | Universidad Católica      |  | Nacional                 | 26 de agosto | 15:30 | CDF |
|                           | Cobresal              | 1 - 0 | Unión Española            |  | El Cobre                 | 26 de agosto | 18:00 | CDF |
| Libre: Deportes La Serena |                       |       |                           |  |                          |              |       |     |

|                  | Universidad Católica      | 2 - 3 | Deportes Concepción   |  | San Carlos de Apoquindo    | 31 de agosto    | 19:30 | CDF |
|                  | Huachipato                | 1 - 1 | Audax Italiano        |  | Las Higueras               | 1 de septiembre | 12:00 | CDF |
|                  | Colo-Colo                 | 3 - 1 | Ñublense              |  | Monumental                 | 1 de septiembre | 15:00 | CDF |
|                  | Cobreloa                  | 1 - 1 | Universidad de Chile  |  | Municipal de Calama        | 1 de septiembre | 16:45 | CDF |
|                  | Unión Española            | 4 - 1 | Deportes Puerto Montt |  | Santa Laura                | 1 de septiembre | 17:00 |     |
|                  | O'Higgins                 | 2 - 1 | Deportes Antofagasta  |  | El Teniente                | 1 de septiembre | 18:00 |     |
|                  | Universidad de Concepción | 2 - 0 | Lota Schwager         |  | Municipal de Concepción    | 1 de septiembre | 18:00 |     |
|                  | Everton                   | 0 - 1 | Deportes La Serena    |  | Sausalito                  | 2 de septiembre | 16:00 |     |
|                  | Deportes Melipilla        | 3 - 0 | Santiago Wanderers    |  | Roberto Bravo Santibáñez   | 2 de septiembre | 16:00 |     |
|                  | Coquimbo Unido            | 1 - 2 | Cobresal              |  | Francisco Sánchez Rumoroso | 2 de septiembre | 16:00 |     |
| Libre: Palestino |                           |       |                       |  |                            |                 |       |     |

|                             | Deportes La Serena    | 2 - 2 | Coquimbo Unido            |  | La Portada               | 9 de septiembre  | 16:00 | CDF |
|                             | Deportes Concepción   | 1 - 4 | Cobreloa                  |  | Municipal de Collao      | 12 de septiembre | 20:00 |     |
|                             | Cobresal              | 2 - 2 | Universidad de Concepción |  | El Cobre                 | 15 de septiembre | 16:00 |     |
|                             | Deportes Puerto Montt | 4 - 1 | Huachipato                |  | Regional de Chinquihue   | 16 de septiembre | 12:00 |     |
|                             | Santiago Wanderers    | 2 - 1 | Everton                   |  | Regional Chiledeportes   | 16 de septiembre | 12:00 | CDF |
|                             | Ñublense              | 2 - 3 | Unión Española            |  | Municipal Nelson Oyarzún | 16 de septiembre | 15:30 |     |
|                             | Deportes Melipilla    | 1 - 2 | Palestino                 |  | Roberto Bravo Santibáñez | 16 de septiembre | 16:00 |     |
|                             | Deportes Antofagasta  | 1 - 3 | Audax Italiano            |  | Regional de Antofagasta  | 16 de septiembre | 16:00 |     |
|                             | Lota Schwager         | 0 - 1 | Colo-Colo                 |  | Municipal de Concepción  | 16 de septiembre | 16:00 | CDF |
|                             | Universidad de Chile  | 2 - 2 | O'Higgins                 |  | Nacional                 | 7 de noviembre   | 19:30 | CDF |
| Libre: Universidad Católica |                       |       |                           |  |                          |                  |       |     |

|                           | Universidad Católica      | 2 - 0 | Cobresal              |  | San Carlos de Apoquindo    | 21 de septiembre | 20:00 | CDF |
|                           | Cobreloa                  | 1 - 0 | Santiago Wanderers    |  | Municipal de Calama        | 22 de septiembre | 16:00 |     |
|                           | Colo-Colo                 | 2 - 0 | Deportes La Serena    |  | Monumental                 | 22 de septiembre | 16:30 | CDF |
|                           | Unión Española            | 0 - 0 | Deportes Antofagasta  |  | Santa Laura                | 22 de septiembre | 17:00 |     |
|                           | Audax Italiano            | 2 - 1 | Palestino             |  | Municipal de La Florida    | 22 de septiembre | 18:00 |     |
|                           | O'Higgins                 | 1 - 1 | Deportes Concepción   |  | El Teniente                | 22 de septiembre | 18:00 |     |
|                           | Universidad de Concepción | 2 - 2 | Ñublense              |  | Municipal de Concepción    | 22 de septiembre | 18:00 |     |
|                           | Everton                   | 1 - 0 | Deportes Puerto Montt |  | Sausalito                  | 22 de septiembre | 19:00 | CDF |
|                           | Coquimbo Unido            | 0 - 1 | Lota Schwager         |  | Francisco Sánchez Rumoroso | 22 de septiembre | 20:00 |     |
|                           | Huachipato                | 2 - 3 | Universidad de Chile  |  | Municipal de Concepción    | 23 de septiembre | 15:30 | CDF |
| Libre: Deportes Melipilla |                           |       |                       |  |                            |                  |       |     |

|                  | Palestino             | 1 - 0 | O'Higgins                 |  | Municipal de La Cisterna | 25 de septiembre | 15:30 | CDF |
|                  | Santiago Wanderers    | 0 - 3 | Universidad de Concepción |  | Regional Chiledeportes   | 25 de septiembre | 20:00 |     |
|                  | Deportes Antofagasta  | 0 - 0 | Universidad Católica      |  | Regional de Antofagasta  | 25 de septiembre | 21:30 | CDF |
|                  | Ñublense              | 3 - 2 | Cobreloa                  |  | Municipal Nelson Oyarzún | 26 de septiembre | 13:00 |     |
|                  | Lota Schwager         | 1 - 1 | Unión Española            |  | Federico Schwager        | 26 de septiembre | 13:00 |     |
|                  | Deportes Puerto Montt | 0 - 1 | Coquimbo Unido            |  | Regional de Chinquihue   | 26 de septiembre | 13:15 |     |
|                  | Cobresal              | 3 - 1 | Everton                   |  | El Cobre                 | 26 de septiembre | 16:00 |     |
|                  | Deportes Melipilla    | 1 - 3 | Universidad de Chile      |  | Roberto Bravo Santibáñez | 26 de septiembre | 16:00 | CDF |
|                  | Deportes La Serena    | 4 - 1 | Huachipato                |  | La Portada               | 26 de septiembre | 20:00 |     |
|                  | Deportes Concepción   | 2 - 1 | Audax Italiano            |  | Municipal de Collao      | 26 de septiembre | 20:30 | CDF |
| Libre: Colo-Colo |                       |       |                           |  |                          |                  |       |     |

|                 | Deportes Puerto Montt | 0 - 2 | Colo-Colo                 |  | Regional de Chinquihue  | 29 de septiembre | 15:30 | CDF |
|                 | Unión Española        | 0 - 2 | Universidad de Concepción |  | Santa Laura             | 29 de septiembre | 18:00 | CDF |
|                 | O'Higgins             | 2 - 1 | Coquimbo Unido            |  | El Teniente             | 29 de septiembre | 18:00 |     |
|                 | Deportes La Serena    | 1 - 0 | Palestino                 |  | La Portada              | 29 de septiembre | 20:00 |     |
|                 | Deportes Concepción   | 1 - 1 | Deportes Antofagasta      |  | Municipal de Collao     | 29 de septiembre | 20:30 |     |
|                 | Everton               | 4 - 2 | Lota Schwager             |  | Sausalito               | 30 de septiembre | 12:00 |     |
|                 | Huachipato            | 0 - 0 | Universidad Católica      |  | Las Higueras            | 30 de septiembre | 15:30 | CDF |
|                 | Cobreloa              | 5 - 1 | Deportes Melipilla        |  | Municipal de Calama     | 30 de septiembre | 16:00 |     |
|                 | Audax Italiano        | 5 - 0 | Ñublense                  |  | Municipal de La Florida | 30 de septiembre | 18:00 |     |
|                 | Universidad de Chile  | 2 - 0 | Santiago Wanderers        |  | Nacional                | 30 de septiembre | 18:00 | CDF |
| Libre: Cobresal |                       |       |                           |  |                         |                  |       |     |

|                           | Palestino                 | 1 - 2 | Unión Española        |  | Municipal de La Cisterna   | 3 de octubre    | 15:30 |     |
|                           | Ñublense                  | 1 - 2 | Universidad de Chile  |  | Municipal Nelson Oyarzún   | 3 de octubre    | 15:30 | CDF |
|                           | Lota Schwager             | 0 - 0 | Deportes Puerto Montt |  | Federico Schwager          | 3 de octubre    | 16:00 |     |
|                           | Cobresal                  | 5 - 0 | Deportes Concepción   |  | El Cobre                   | 3 de octubre    | 16:00 |     |
|                           | Colo-Colo                 | 2 - 2 | Everton               |  | Monumental                 | 3 de octubre    | 18:15 | CDF |
|                           | Coquimbo Unido            | 2 - 1 | Cobreloa              |  | Francisco Sánchez Rumoroso | 3 de octubre    | 20:00 |     |
|                           | Universidad de Concepción | 1 - 2 | O'Higgins             |  | Municipal de Concepción    | 3 de octubre    | 20:00 |     |
|                           | Universidad Católica      | 1 - 2 | Audax Italiano        |  | San Carlos de Apoquindo    | 3 de octubre    | 20:30 | CDF |
|                           | Deportes Melipilla        | 3 - 3 | Deportes La Serena    |  | Roberto Bravo Santibáñez   | 4 de octubre    | 18:30 | CDF |
|                           | Deportes Antofagasta      | 3 - 1 | Huachipato            |  | Municipal de Calama        | 17 de noviembre | 15:30 |     |
| Libre: Santiago Wanderers |                           |       |                       |  |                            |                 |       |     |

|                 | Unión Española            | 1 - 5 | Deportes Concepción  |  | Santa Laura             | 6 de octubre | 17:00 | CDF |
|                 | Universidad de Chile      | 3 - 1 | Palestino            |  | Nacional                | 6 de octubre | 19:30 | CDF |
|                 | Everton                   | 3 - 1 | Coquimbo Unido       |  | Sausalito               | 7 de octubre | 12:00 |     |
|                 | Deportes Puerto Montt     | 1 - 0 | Cobresal             |  | Regional de Chinquihue  | 7 de octubre | 12:00 |     |
|                 | O'Higgins                 | 2 - 1 | Colo-Colo            |  | El Teniente             | 7 de octubre | 15:00 | CDF |
|                 | Huachipato                | 2 - 2 | Lota Schwager        |  | Las Higueras            | 7 de octubre | 15:30 |     |
|                 | Audax Italiano            | 7 - 1 | Santiago Wanderers   |  | Municipal de La Florida | 7 de octubre | 16:00 |     |
|                 | Cobreloa                  | 3 - 1 | Universidad Católica |  | Municipal de Calama     | 7 de octubre | 17:00 | CDF |
|                 | Universidad de Concepción | 1 - 1 | Deportes Melipilla   |  | Municipal de Concepción | 7 de octubre | 18:00 |     |
|                 | Deportes La Serena        | 0 - 2 | Deportes Antofagasta |  | La Portada              | 7 de octubre | 18:00 |     |
| Libre: Ñublense |                           |       |                      |  |                         |              |       |     |

|                   | Ñublense             | 1 - 1 | O'Higgins                 |  | Municipal Nelson Oyarzún   | 15 de octubre | 17:00 |     |
|                   | Cobreloa             | 3 - 3 | Audax Italiano            |  | Municipal de Calama        | 20 de octubre | 16:00 | CDF |
|                   | Universidad Católica | 1 - 1 | Universidad de Concepción |  | San Carlos de Apoquindo    | 20 de octubre | 18:30 | CDF |
|                   | Deportes Melipilla   | 3 - 0 | Everton                   |  | Roberto Bravo Santibáñez   | 20 de octubre | 18:30 |     |
|                   | Deportes Concepción  | 0 - 0 | Deportes Puerto Montt     |  | Municipal de Collao        | 20 de octubre | 20:00 |     |
|                   | Santiago Wanderers   | 3 - 2 | Deportes La Serena        |  | Regional Chiledeportes     | 20 de octubre | 20:00 |     |
|                   | Coquimbo Unido       | 1 - 3 | Unión Española            |  | Francisco Sánchez Rumoroso | 20 de octubre | 20:00 |     |
|                   | Deportes Antofagasta | 0 - 1 | Palestino                 |  | Regional de Antofagasta    | 21 de octubre | 12:00 | CDF |
|                   | Colo-Colo            | 2 - 2 | Universidad de Chile      |  | Monumental                 | 21 de octubre | 16:00 | CDF |
|                   | Lota Schwager        | 0 - 2 | Cobresal                  |  | Federico Schwager          | 21 de octubre | 17:00 |     |
| Libre: Huachipato |                      |       |                           |  |                            |               |       |     |

|                             | Deportes Puerto Montt     | 2 - 0 | Deportes La Serena   |  | Regional de Chinquihue     | 23 de octubre | 17:00 |     |
|                             | Unión Española            | 1 - 3 | Universidad Católica |  | Monumental                 | 23 de octubre | 20:00 | CDF |
|                             | O'Higgins                 | 3 - 0 | Deportes Melipilla   |  | El Teniente                | 23 de octubre | 20:30 |     |
|                             | Palestino                 | 6 - 0 | Santiago Wanderers   |  | Municipal de La Cisterna   | 24 de octubre | 15:30 | CDF |
|                             | Cobresal                  | 2 - 2 | Ñublense             |  | El Cobre                   | 24 de octubre | 16:30 |     |
|                             | Lota Schwager             | 2 - 1 | Deportes Concepción  |  | Federico Schwager          | 24 de octubre | 17:00 |     |
|                             | Coquimbo Unido            | 0 - 1 | Universidad de Chile |  | Francisco Sánchez Rumoroso | 24 de octubre | 18:00 | CDF |
|                             | Everton                   | 1 - 3 | Huachipato           |  | Sausalito                  | 24 de octubre | 20:00 |     |
|                             | Universidad de Concepción | 2 - 3 | Audax Italiano       |  | Municipal de Concepción    | 24 de octubre | 20:00 |     |
|                             | Colo-Colo                 | 1 - 1 | Cobreloa             |  | Monumental                 | 24 de octubre | 20:30 | CDF |
| Libre: Deportes Antofagasta |                           |       |                      |  |                            |               |       |     |

|                       | Santiago Wanderers   | 0 - 4 | Colo-Colo                 |  | Regional Chiledeportes   | 27 de octubre | 17:00 | CDF |
|                       | Deportes Concepción  | 0 - 2 | Palestino                 |  | Municipal de Collao      | 27 de octubre | 19:00 |     |
|                       | Universidad Católica | 3 - 1 | Deportes Puerto Montt     |  | San Carlos de Apoquindo  | 27 de octubre | 19:30 | CDF |
|                       | Deportes La Serena   | 1 - 1 | Cobresal                  |  | La Portada               | 27 de octubre | 21:00 |     |
|                       | Universidad de Chile | 2 - 1 | Lota Schwager             |  | Sausalito                | 28 de octubre | 12:00 | CDF |
|                       | Cobreloa             | 2 - 1 | Everton                   |  | Municipal de Calama      | 28 de octubre | 16:00 |     |
|                       | Huachipato           | 2 - 0 | Universidad de Concepción |  | Las Higueras             | 28 de octubre | 17:00 |     |
|                       | Ñublense             | 4 - 0 | Deportes Antofagasta      |  | Municipal Nelson Oyarzún | 28 de octubre | 17:00 |     |
|                       | Deportes Melipilla   | 4 - 0 | Coquimbo Unido            |  | Roberto Bravo Santibáñez | 28 de octubre | 17:00 |     |
|                       | Audax Italiano       | 2 - 0 | O'Higgins                 |  | Municipal de La Florida  | 28 de octubre | 18:30 | CDF |
| Libre: Unión Española |                      |       |                           |  |                          |               |       |     |

|                             | Cobresal                  | 1 - 1 | Deportes Antofagasta |  | El Cobre                   | 31 de octubre  | 16:30 |     |
|                             | Lota Schwager             | 1 - 1 | Santiago Wanderers   |  | Federico Schwager          | 31 de octubre  | 17:00 |     |
|                             | Palestino                 | 1 - 1 | Cobreloa             |  | Municipal de La Cisterna   | 31 de octubre  | 17:00 | CDF |
|                             | Deportes Puerto Montt     | 1 - 1 | Deportes Melipilla   |  | Regional de Chinquihue     | 31 de octubre  | 18:00 |     |
|                             | Unión Española            | 1 - 2 | Huachipato           |  | Santa Laura                | 31 de octubre  | 20:00 |     |
|                             | Universidad de Concepción | 2 - 1 | Deportes La Serena   |  | Municipal de Concepción    | 31 de octubre  | 20:00 |     |
|                             | Coquimbo Unido            | 0 - 1 | Ñublense             |  | Francisco Sánchez Rumoroso | 31 de octubre  | 20:30 | CDF |
|                             | O'Higgins                 | 1 - 2 | Universidad Católica |  | El Teniente                | 1 de noviembre | 16:30 | CDF |
|                             | Everton                   | 1 - 3 | Deportes Concepción  |  | Sausalito                  | 1 de noviembre | 18:00 |     |
|                             | Colo-Colo                 | 1 - 4 | Audax Italiano       |  | Monumental                 | 1 de noviembre | 19:00 | CDF |
| Libre: Universidad de Chile |                           |       |                      |  |                            |                |       |     |

|                       | Universidad de Chile | 3 - 2 | Unión Española            |  | Nacional                 | 3 de noviembre | 18:30 | CDF |
|                       | Palestino            | 1 - 0 | Everton                   |  | Municipal de La Cisterna | 4 de noviembre | 12:00 | CDF |
|                       | Cobreloa             | 0 - 0 | Universidad de Concepción |  | Municipal de Calama      | 4 de noviembre | 16:00 |     |
|                       | Deportes Concepción  | 3 - 1 | Ñublense                  |  | Municipal de Collao      | 4 de noviembre | 17:00 |     |
|                       | Huachipato           | 0 - 0 | O'Higgins                 |  | Las Higueras             | 4 de noviembre | 17:00 |     |
|                       | Deportes La Serena   | 0 - 2 | Lota Schwager             |  | La Portada               | 4 de noviembre | 17:00 |     |
|                       | Deportes Antofagasta | 1 - 1 | Deportes Puerto Montt     |  | Municipal de La Pintana  | 4 de noviembre | 17:00 |     |
|                       | Santiago Wanderers   | 1 - 1 | Cobresal                  |  | Regional Chiledeportes   | 4 de noviembre | 17:00 |     |
|                       | Universidad Católica | 0 - 1 | Colo-Colo                 |  | Nacional                 | 4 de noviembre | 17:00 | CDF |
|                       | Audax Italiano       | 1 - 1 | Deportes Melipilla        |  | Municipal de La Florida  | 4 de noviembre | 19:30 | CDF |
| Libre: Coquimbo Unido |                      |       |                           |  |                          |                |       |     |

|                  | Universidad de Concepción | 1 - 0 | Deportes Antofagasta  |  | Municipal de Concepción    | 10 de noviembre | 19:30 | CDF |
|                  | Coquimbo Unido            | 3 - 1 | Deportes Concepción   |  | Francisco Sánchez Rumoroso | 10 de noviembre | 20:30 |     |
|                  | Everton                   | 1 - 3 | Universidad de Chile  |  | Sausalito                  | 11 de noviembre | 12:00 | CDF |
|                  | Deportes Melipilla        | 3 - 2 | Universidad Católica  |  | Roberto Bravo Santibáñez   | 11 de noviembre | 17:00 | CDF |
|                  | Cobresal                  | 1 - 1 | Palestino             |  | El Cobre                   | 11 de noviembre | 17:00 |     |
|                  | Ñublense                  | 3 - 4 | Deportes La Serena    |  | Municipal Nelson Oyarzún   | 11 de noviembre | 17:00 |     |
|                  | Audax Italiano            | 1 - 1 | Deportes Puerto Montt |  | Municipal de La Florida    | 11 de noviembre | 18:00 |     |
|                  | Unión Española            | 1 - 1 | Santiago Wanderers    |  | Santa Laura                | 11 de noviembre | 18:00 |     |
|                  | Lota Schwager             | 3 - 1 | Cobreloa              |  | Federico Schwager          | 11 de noviembre | 18:00 |     |
|                  | Colo-Colo                 | 4 - 0 | Huachipato            |  | Monumental                 | 11 de noviembre | 19:30 | CDF |
| Libre: O'Higgins |                           |       |                       |  |                            |                 |       |     |

|                | Universidad de Chile  | 3 - 0 | Cobresal                  |  | Nacional                | 24 de noviembre | 18:00 | CDF |
|                | Deportes La Serena    | 0 - 1 | Audax Italiano            |  | La Portada              | 24 de noviembre | 18:00 |     |
|                | Deportes Concepción   | 1 - 3 | Universidad de Concepción |  | Municipal de Collao     | 24 de noviembre | 20:30 | CDF |
|                | Deportes Antofagasta  | 2 - 1 | Lota Schwager             |  | Carlos Dittborn         | 25 de noviembre | 17:00 |     |
|                | Deportes Puerto Montt | 3 - 0 | O'Higgins                 |  | Regional de Chinquihue  | 25 de noviembre | 17:00 |     |
|                | Santiago Wanderers    | 0 - 2 | Ñublense                  |  | Regional Chiledeportes  | 25 de noviembre | 17:00 |     |
|                | Cobreloa              | 3 - 2 | Unión Española            |  | Municipal de Calama     | 25 de noviembre | 17:00 |     |
|                | Huachipato            | 2 - 3 | Deportes Melipilla        |  | Las Higueras            | 25 de noviembre | 17:00 |     |
|                | Palestino             | 0 - 1 | Colo-Colo                 |  | El Teniente             | 25 de noviembre | 17:00 | CDF |
|                | Universidad Católica  | 3 - 0 | Coquimbo Unido            |  | San Carlos de Apoquindo | 25 de noviembre | 19:30 | CDF |
| Libre: Everton |                       |       |                           |  |                         |                 |       |     |

## Play-Offs
Terminada la fase regular, los siete equipos con mayor puntaje más el ganador del repechaje, pasaron a la fase final de "Play-Offs" para definir al campeón del torneo. La fase de play-offs fue ganada por Colo-Colo, equipo que consiguió su cuarto título nacional consecutivo gracias a esta campaña. Durante esta fase, se produjo la eliminación del favorito, Audax Italiano, a manos de la Universidad de Concepción, que, a la postre, resultaría vicecampeón.
|  | Cuartos de final        | Cuartos de final    | Cuartos de final    |   |                      | Semifinales           | Semifinales           | Semifinales           |  |  | Final                | Final                | Final                |
|  | 1 al 9 de diciembre     | 1 al 9 de diciembre | 1 al 9 de diciembre |   |                      | 12 al 16 de diciembre | 12 al 16 de diciembre | 12 al 16 de diciembre |  |  | 20 y 23 de diciembre | 20 y 23 de diciembre | 20 y 23 de diciembre |
|  |                         |                     |                     |   |                      |                       |                       |                       |  |  |                      |                      |                      |
|  | Universidad de Chile    | 4                   | 2                   |   |                      |                       |                       |                       |  |  |                      |                      |                      |
|  | Cobresal                | 2                   | 1                   |   |                      |                       |                       |                       |  |  |                      |                      |                      |
|  | Cobresal                | 2                   | 1                   |   | Universidad de Chile | 0                     | 0                     |                       |  |  |                      |                      |                      |
|  |                         |                     |                     |   | Universidad de Chile | 0                     | 0                     |                       |  |  |                      |                      |                      |
|  |                         | Colo-Colo           | 2                   | 1 |                      |                       |                       |                       |  |  |                      |                      |                      |
|  | Colo-Colo               | Colo-Colo           | 2                   | 1 | 5                    | 1                     |                       |                       |  |  |                      |                      |                      |
|  | Colo-Colo               |                     |                     |   | 5                    | 1                     |                       |                       |  |  |                      |                      |                      |
|  | O'Higgins               | 0                   | 1                   |   |                      |                       |                       |                       |  |  |                      |                      |                      |
|  |                         |                     |                     |   |                      |                       |                       |                       |  |  | Colo-Colo            | 1                    | 3                    |
|  |                         |                     | Univ. de Concepción | 0 | 0                    |                       |                       |                       |  |  |                      |                      |                      |
|  | Audax Italiano          | 2                   | 1                   |   |                      |                       |                       |                       |  |  |                      |                      |                      |
|  | Cobreloa                | 2                   | 0                   |   |                      |                       |                       |                       |  |  |                      |                      |                      |
|  | Cobreloa                | 2                   | 0                   |   | Audax Italiano       | 3                     | 1                     |                       |  |  |                      |                      |                      |
|  |                         |                     |                     |   | Audax Italiano       | 3                     | 1                     |                       |  |  |                      |                      |                      |
|  |                         | Univ. de Concepción | 2                   | 3 |                      |                       |                       |                       |  |  |                      |                      |                      |
|  | Univ. de Concepción (v) | Univ. de Concepción | 2                   | 3 | 3                    | 2                     |                       |                       |  |  |                      |                      |                      |
|  | Univ. de Concepción (v) |                     |                     |   | 3                    | 2                     |                       |                       |  |  |                      |                      |                      |
|  | Universidad Católica    | 5                   | 0                   |   |                      |                       |                       |                       |  |  |                      |                      |                      |

- Nota: En cada llave, el equipo que ocupa la primera línea es el que definió la serie como local.

### Repechaje
Jugado a partido único en el estadio del equipo con mejor puntaje.
|  | Cobreloa | 3 - 1 | Ñublense |  | Municipal de Calama | Enrique Osses | 28 de noviembre | 16:30 | CDF |

### Cuartos de final
|  | Cobresal             | 2 - 4 | Universidad de Chile      |  | El Cobre                | Carlos Chandía | 1 de diciembre | 17:00 | CDF |
|  | O'Higgins            | 0 - 5 | Colo-Colo                 |  | El Teniente             | Enrique Osses  | 2 de diciembre | 12:30 | CDF |
|  | Cobreloa             | 2 - 2 | Audax Italiano            |  | Municipal de Calama     | Guido Aros     | 2 de diciembre | 17:00 | CDF |
|  | Universidad Católica | 5 - 3 | Universidad de Concepción |  | San Carlos de Apoquindo | Pablo Pozo     | 2 de diciembre | 19:30 | CDF |

|  | Audax Italiano            | 1 - 0 | Cobreloa             |  | Municipal de La Florida | Enrique Osses | 8 de diciembre | 16:00 | CDF |
|  | Colo-Colo                 | 1 - 1 | O'Higgins            |  | Monumental              | Eduardo Ponce | 8 de diciembre | 18:30 | CDF |
|  | Universidad de Concepción | 2 - 0 | Universidad Católica |  | Municipal de Concepción | Jorge Osorio  | 8 de diciembre | 21:00 | CDF |
|  | Universidad de Chile      | 2 - 1 | Cobresal             |  | Nacional                | Rubén Selmán  | 9 de diciembre | 19:00 | CDF |

### Semifinales
|  | Universidad de Concepción | 2 - 3 | Audax Italiano       |  | Municipal de Concepción | Claudio Puga | 12 de diciembre | 20:00 | CDF |
|  | Colo-Colo                 | 2 - 0 | Universidad de Chile |  | Monumental              | Pablo Pozo   | 13 de diciembre | 19:00 | CDF |

|  | Audax Italiano       | 1 - 3 | Universidad de Concepción |  | Monumental | Guido Aros    | 15 de diciembre | 20:00 | CDF |
|  | Universidad de Chile | 0 - 1 | Colo-Colo                 |  | Nacional   | Enrique Osses | 16 de diciembre | 19:00 | CDF |

### Final
|  | Universidad de Concepción | 0 - 1 | Colo-Colo |  | Municipal de Concepción | Pablo Pozo | 20 de diciembre | 21:00 | CDF |

|  | Colo-Colo | 3 - 0 | Universidad de Concepción |  | Monumental | Enrique Osses | 23 de diciembre | 18:30 | CDF |

## Campeón
|                                    |
| Tetracampeón Colo-Colo 27.º título |
|                                    |

## Estadísticas

### Goleadores
| Jugador              | Jugador           | Goles | Equipo                    |
| -------------------- | ----------------- | ----- | ------------------------- |
| Bandera de Chile     | Carlos Villanueva | 20    | Audax Italiano            |
| Bandera de Chile     | Pedro Morales     | 13    | Universidad de Chile      |
| Bandera de Chile     | Manuel Villalobos | 13    | Ñublense                  |
| Bandera de Chile     | Gabriel Vargas    | 12    | Cobresal                  |
| Bandera de Chile     | Cristián Canío    | 12    | Cobreloa                  |
| Bandera de Chile     | Gonzalo Fierro    | 11    | Colo-Colo                 |
| Bandera de Argentina | Esteban Fuertes   | 11    | Universidad Católica      |
| Bandera de Chile     | Jaime Riveros     | 10    | Huachipato                |
| Bandera de Chile     | Daniel González   | 9     | O'Higgins                 |
| Bandera de Chile     | Héctor Tapia      | 9     | Universidad Católica      |
| Bandera de Chile     | Manuel Neira      | 9     | Unión Española            |
| Bandera de Uruguay   | Leonardo Medina   | 8     | Audax Italiano            |
| Bandera de Paraguay  | Jaison Ibarrola   | 8     | Deportes Concepción       |
| Bandera de Argentina | Diego Ruiz        | 8     | Huachipato                |
| Bandera de Chile     | Marcelo Salas     | 8     | Universidad de Chile      |
| Bandera de Paraguay  | Manuel Maciel     | 8     | Universidad de Concepción |

### Tripletas, pókers o manos
Aquí se encuentra la lista de tripletas o hat-tricks, póker de goles y manos (en general, tres o más goles anotados por un jugador en un mismo encuentro) convertidos durante el torneo:
| # | Fecha      | Jugador           | Goles | Local                | Resultado | Visitante          | Jornada |
| - | ---------- | ----------------- | ----- | -------------------- | --------- | ------------------ | ------- |
| 1 | 16/09/2007 | Manuel Neira      |       | Ñublense             | 2 - 3     | Unión Española     | 9       |
| 2 | 16/09/2007 | Carlos Villanueva |       | Deportes Antofagasta | 1 - 3     | Audax Italiano     | 9       |
| 3 | 30/09/2007 | Matías Urbano     |       | Everton              | 4 - 2     | Lota Schwager      | 12      |
| 4 | 30/09/2007 | Carlos Villanueva |       | Audax Italiano       | 5 - 0     | Ñublense           | 12      |
| 5 | 24/10/2007 | Juan Pablo Úbeda  |       | Palestino            | 6 - 0     | Santiago Wanderers | 16      |

### Equipo IdealEl Gráfico
El Equipo Ideal es un premio que se le entrega a los mejores jugadores del torneo y es organizado por el diario Chileno El Gráfico
| Posición  | Jugador            | Equipo                    |
| --------- | ------------------ | ------------------------- |
| Arquero   | Nicolás Peric      | Audax Italiano            |
| Defensa   | Boris Rieloff      | Audax Italiano            |
| Defensa   | Miguel Riffo       | Colo-Colo                 |
| Defensa   | Juan González      | Audax Italiano            |
| Defensa   | Mauricio Aros      | Universidad de Concepción |
| Volante   | Arturo Sanhueza    | Colo-Colo                 |
| Volante   | Diego Scotti       | Audax Italiano            |
| Volante   | Carlos Villanueva  | Audax Italiano            |
| Volante   | Giovanni Hernández | Colo-Colo                 |
| Delantero | Esteban Fuertes    | Universidad Católica      |
| Delantero | Humberto Suazo     | Colo-Colo                 |

En cursiva el mejor jugador del torneo

### Autogoles
| Autogoles          | Autogoles            | Autogoles                 | Autogoles | Autogoles            |
| Jugador            | Equipo               | Favorecido                | Goles     | Fecha                |
| ------------------ | -------------------- | ------------------------- | --------- | -------------------- |
| Christian Vilches  | Palestino            | Lota Schwager             | 1         | 1                    |
| Patricio Gutiérrez | Audax Italiano       | Cobresal                  | 1         | 1                    |
| Jorge Alvarado     | Ñublense             | Palestino                 | 1         | 5                    |
| Alejandro Acosta   | Unión Española       | Audax Italiano            | 1         | 5                    |
| Luis Chavarría     | Deportes Concepción  | Universidad de Chile      | 1         | 6                    |
| Mauricio Zenteno   | Universidad Católica | Universidad de Concepción | 1         | 15                   |
| Luis Chavarría     | Deportes Concepción  | Lota Schwager             | 1         | 16                   |
| Alí Manouchehri    | Coquimbo Unido       | Ñublense                  | 1         | 18                   |
| Vladimir Guerrero  | Deportes Antofagasta | Universidad de Concepción | 1         | 20                   |
| Víctor Oyarzún     | Cobresal             | Universidad de Chile      | 1         | Cuartos de final (V) |
| Cristián Reynero   | Audax Italiano       | Universidad de Concepción | 1         | Semifinal (I)        |

## Liguilla de Promoción
La juegan los equipos que ocuparon los lugares 3° y 4° del torneo de Primera B (Santiago Morning y Deportes Copiapó) contra aquel equipo que ocupó el 18° lugar en la tabla acumulada de Primera División (en este caso Deportes Puerto Montt). Esta Liguilla, que se jugó en un triangular, en partidos de ida y vuelta en formato de todos contra todos y con una fecha libre para cada uno, permitirá que su ganador juegue en la Primera División durante la Temporada 2008.
En esta Liguilla, Santiago Morning fue muy superior a sus 2 rivales de regiones y logró merecidamente, el ansiado regreso a la Primera División, luego de estar un año en la Primera B. El elenco capitalino logró la meta de ascender sin jugar, luego de que en el último partido de la Liguilla, Deportes Copiapó que ya perdió sus chances de ascender por adelantado, venció como local por 4-3 a Deportes Puerto Montt, provocando de paso, el descenso de los "salmoneros" a la Primera B, luego de estar 5 años jugando en la Primera División.

### Resultados
| Fecha | Equipo local          | Resultado | Equipo visitante      |
| ----- | --------------------- | --------- | --------------------- |
| 2-12  | Deportes Copiapó      | 0-0       | Santiago Morning      |
| 5-12  | Santiago Morning      | 3-1       | Deportes Puerto Montt |
| 9-12  | Deportes Puerto Montt | 3-2       | Deportes Copiapó      |
| 12-12 | Santiago Morning      | 1-0       | Deportes Copiapó      |
| 16-12 | Deportes Puerto Montt | 2-0       | Santiago Morning      |
| 19-12 | Deportes Copiapó      | 4-3       | Deportes Puerto Montt |

### Tabla de posiciones
| POS | EQUIPO                | PTS | PJ | G | E | P | GF | GC | DIF |
| --- | --------------------- | --- | -- | - | - | - | -- | -- | --- |
| 1   | Santiago Morning      | 7   | 4  | 2 | 1 | 1 | 4  | 3  | +1  |
| 2   | Deportes Puerto Montt | 6   | 4  | 2 | 0 | 2 | 9  | 9  | 0   |
| 3   | Deportes Copiapó      | 4   | 4  | 1 | 1 | 2 | 6  | 7  | -1  |

PJ = Partidos Jugados; G = Partidos Ganados; E = Partidos empatados; P = Partidos perdidos; GF = Goles a favor; GC = Goles en contra; DIF = Diferencia de goles; Pts = Puntos
|  | Juega en 2008 en la Primera División |
|  | Juega en 2008 en la Primera B        |

Santiago Morning ascendió a la Primera División para la temporada 2008, Deportes Puerto Montt descendió a la Primera B y Deportes Copiapó se mantiene precisamente en la última categoría mencionada, para ese mismo año.

## Asistencia en los estadios
Fecha de actualización: 23 de diciembre de 2007

### 20 partidos con mejor asistencia
| Fecha/Fase                | Estadio                 | Ciudad/Comuna         | Local                     | Visita                    | Público |
| ------------------------- | ----------------------- | --------------------- | ------------------------- | ------------------------- | ------- |
| 7                         | Nacional                | Ñuñoa (Santiago)      | Universidad de Chile      | Universidad Católica      | 45.000  |
| Final (Vuelta)            | Monumental              | Macul (Santiago)      | Colo-Colo                 | Universidad de Concepción | 40.000  |
| 15                        | Monumental              | Macul (Santiago)      | Colo-Colo                 | Universidad de Chile      | 40.000  |
| Semifinal (Vuelta)        | Nacional                | Ñuñoa (Santiago)      | Universidad de Chile      | Colo-Colo                 | 35.000  |
| Final (Ida)               | Municipal               | Concepción            | Universidad de Concepción | Colo-Colo                 | 32.500  |
| 18                        | Monumental              | Macul (Santiago)      | Colo-Colo                 | Audax Italiano            | 30.000  |
| Semifinal (Ida)           | Monumental              | Macul (Santiago)      | Colo-Colo                 | Universidad de Chile      | 25.000  |
| 3                         | Nacional                | Ñuñoa (Santiago)      | Audax Italiano            | Universidad de Chile      | 18.000  |
| 7                         | Regional                | Antofagasta           | Deportes Antofagasta      | Colo-Colo                 | 18.000  |
| 19                        | Nacional                | Ñuñoa (Santiago)      | Universidad Católica      | Colo-Colo                 | 15.625  |
| 2                         | Municipal               | Concepción            | Deportes Concepción       | Colo-Colo                 | 15.000  |
| 12                        | Nacional                | Ñuñoa (Santiago)      | Universidad de Chile      | Santiago Wanderers        | 15.000  |
| 14                        | Nacional                | Ñuñoa (Santiago)      | Universidad de Chile      | Palestino                 | 15.000  |
| 19                        | Nacional                | Ñuñoa (Santiago)      | Universidad de Chile      | Unión Española            | 15.000  |
| Cuartos de final (Vuelta) | Nacional                | Ñuñoa (Santiago)      | Universidad de Chile      | Cobresal                  | 15.000  |
| 14                        | El Teniente             | Rancagua              | O'Higgins                 | Colo-Colo                 | 14.264  |
| 4                         | Nacional                | Ñuñoa (Santiago)      | Universidad de Chile      | Deportes Puerto Montt     | 14.000  |
| Semifinal (Ida)           | Municipal               | Concepción            | Universidad de Concepción | Audax Italiano            | 12.820  |
| Cuartos de final (Vuelta) | Municipal               | Concepción            | Universidad de Concepción | Universidad Católica      | 12.366  |
| 2                         | San Carlos de Apoquindo | Las Condes (Santiago) | Universidad Católica      | Universidad de Concepción | 12.000  |

### Promedio de asistencia por equipos
| #  | Club                      | Promedio | Público total | Partidos de local | Estadio |
| -- | ------------------------- | -------- | ------------- | ----------------- | --- |
| 1  | Universidad de Chile      | 16.921   | 203.050       | 12                | Nacional (Ñuñoa, Gran Santiago) (11 partidos) Sausalito (Viña del Mar) (1 partido)                                                                                               |
| 2  | Colo-Colo                 | 16.003   | 208.040       | 13                | Monumental (Macul, Gran Santiago) |
| 3  | Universidad Católica      | 7.191    | 79.104        | 11                | San Carlos de Apoquindo (Las Condes, Gran Santiago) (10 partidos) Nacional (Ñuñoa, Gran Santiago) (1 partido)                                                                    |
| 4  | O'Higgins                 | 6.814    | 74.957        | 11                | El Teniente (Rancagua) |
| 5  | Universidad de Concepción | 6.423    | 83.496        | 13                | Municipal (Concepción) |
| 6  | Deportes Concepción       | 5.620    | 56.200        | 10                | Municipal (Concepción) |
| 7  | Ñublense                  | 5.436    | 54.354        | 10                | Nelson Oyarzún (Chillán) |
| 8  | Audax Italiano            | 5.068    | 60.816        | 12                | Municipal (La Florida, Gran Santiago) (10 partidos) Nacional (Ñuñoa, Gran Santiago) (1 partido) Monumental (Macul, Gran Santiago) (1 partido)                                    |
| 9  | Deportes Antofagasta      | 4.455    | 44.550        | 10                | Regional (Antofagasta) (7 partidos) Municipal de Calama (Calama) (1 partido) Municipal de La Pintana (La Pintana, Gran Santiago) (1 partido) Carlos Dittborn (Arica) (1 partido) |
| 10 | Santiago Wanderers        | 4.107    | 41.067        | 10                | Regional (Valparaíso) |
| 11 | Everton                   | 4.037    | 40.375        | 10                | Sausalito (Viña del Mar) |
| 12 | Lota Schwager             | 3.468    | 34.685        | 10                | Federico Schwager (Coronel) (8 partidos) Municipal (Concepción) (2 partidos) |
| 13 | Cobreloa                  | 3.398    | 40.773        | 12                | Municipal (Calama) |
| 14 | Deportes Puerto Montt     | 3.213    | 32.130        | 10                | Chinquihue (Puerto Montt) |
| 15 | Deportes La Serena        | 2.970    | 29.700        | 10                | La Portada (La Serena) |
| 16 | Coquimbo Unido            | 2.862    | 28.621        | 10                | Francisco Sánchez Rumoroso (Coquimbo) |
| 17 | Huachipato                | 2.806    | 28.063        | 10                | Las Higueras (Talcahuano) (9 partidos) Municipal (Concepción) (1 partido) |
| 18 | Deportes Melipilla        | 2.661    | 26.608        | 10                | Roberto Bravo Santibáñez (Melipilla) |
| 19 | Unión Española            | 2.586    | 25.860        | 10                | Santa Laura (Independencia, Gran Santiago) (8 partidos) Nacional (Ñuñoa, Gran Santiago) (1 partido) Monumental (Macul, Gran Santiago) (1 partido)                                |
| 20 | Palestino                 | 1.727    | 17.268        | 10                | Municipal (La Cisterna, Gran Santiago) (8 partidos) Nacional (Ñuñoa, Gran Santiago) (1 partido) El Teniente (Rancagua) (1 partido)                                               |
| 21 | Cobresal                  | 1.606    | 17.670        | 11                | El Cobre (El Salvador) |

## Tabla GeneralTemporada 2007

### ClasificaciónCopa Libertadores 2008
Los equipos que van a la Copa Libertadores 2008 serán:
- Chile 1: Colo-Colo, campeón del Torneo de Apertura y del Torneo de Clausura.
- Chile 2: Universidad Católica, subcampeón de un torneo de la temporada con mejor puntaje en la tabla acumulada del año (Torneo de Apertura, 80 puntos).
- Chile 3: Audax Italiano, mejor puntaje en la tabla de la Fase Clasificatoria del Torneo de Clausura.